# Hugo Schiltz
Hugo Schiltz (Borsbeek, 27 ottobre 1927 – Edegem, 5 agosto 2006) è stato un politico e avvocato belga fiammingo, come leader dell'Unione Popolare, ha svolto un ruolo cruciale nello sviluppo del federalismo in Belgio. Da quando ha diviso l'Unione Popolare, ha militato in SPIRIT..

## Carriera
Durante la Seconda guerra mondiale, Schiltz era un membro della Gioventù nazionalsocialista delle Fiandre. Ciò gli ha valso una pena detentiva di diversi mesi dopo la guerra.
Ha studiato giurisprudenza, economia e filosofia presso la Katholieke Universiteit a Lovanio ed è diventato membro della Katholiek Hoogstudenten Vlaams Verbond, un'associazione di studenti universitari cattolici fiamminga. Nel 1953 divenne avvocato e docente di diritto commerciale. Nel 1958 è stato eletto al Consiglio comunale di Anversa - una posizione che ha tenuto fino al 1998. Nel 1963 si è unito al partito Unione Popolare, dove assunse la presidenza dal 1975 al 1979. Sotto la sua egida, il partito ha ricevuto un orientamento più liberale. Ha partecipato alla stesura del Patto Egmont, la cui mancata ratifica da parte del parlamento ha portato allo scioglimento del governo. Il nuovo e più liberale orientamento di sinistra dell'Unione Popolare e la cooperazione nel patto Egmont sono stati i motivi principali della divisione di essa. La destra conservatrice dell'Unione Popolare, più radicale, si separa e crea due nuovi partiti: il Vlaams Nationale Partij (Partito Nazionale Fiammingo VNP) guidato da Karel Dillen e il Vlaamse Volkspartij (Partito Popolare Fiammingo, VVP). Più tardi avvenne la fusione di ulteriori partiti dissidenti, il Blocco Fiammingo e infine il Vlaams Belang. Dopo il 2001, l'Unione Popolare, è stata a sua volta divisa nella N-VA e SPIRIT, nel quale Schiltz si unì a quest'ultimo.

## Federalismo
Insieme a Wilfried Martens e Jean-Luc Dehaene, Hugo Schiltz è stato in gran parte responsabile della trasformazione del Belgio in uno stato federale. Dal 1994 al 1998, Schiltz è stato senatore finanziario della coalizione anti-Blocco Fiammingo ad Anversa. Nel 1995, ha ricevuto il titolo onorifico di Ministro di Stato dal Re del Belgio.
Hugo Schiltz è morto di leucemia il 5 agosto 2006 ad Anversa. È sepolto allo Schoonselhof.